# Pouteria campanulata
Pouteria campanulata är en tvåhjärtbladig växtart som beskrevs av Charles Baehni. Pouteria campanulata ingår i släktet Pouteria och familjen Sapotaceae. Inga underarter finns listade i Catalogue of Life.